# Mark Belanger
Mark Henry Belanger (ur. 8 czerwca 1944, zm. 6 października 1998) – amerykański baseballista, który występował na pozycji łącznika.
W latach 1965–1981 był zawodnikiem Baltimore Orioles i jako zawodnik tego klubu osiem razy zdobył Złotą Rękawicę, wystąpił w Meczu Gwiazd oraz wygrał World Series w 1970.
| Nagroda/wyróżnienie      | Lata                  | Źródło |
| All-Star                 | 1976                  | [ 1 ]  |
| 8× Gold Glove Award      | 1969, 1971, 1973–1978 | [ 1 ]  |
| Zwycięzca w World Series | 1970                  | [ 2 ]  |